# Gochgar Tahmazli
Gochgar Tahmazli est le président de l'Agence de sécurité alimentaire de la république d'Azerbaïdjan.

## Biographie
Gochgar Tahmazli est né le 29 mai 1970 à Zangilan. Il est diplômé de l'Université de médecine d'Azerbaïdjan. En 1997-2004, il a travaillé comme chef du département d'hygiène alimentaire au centre d'hygiène et d'épidémiologie de Bakou et en 2004-2005, il a travaillé comme directeur général du centre médical Nabz. Tahmazli a travaillé de 2008 à 2016 en tant que directeur général de MEDEX LLC.